# Reunion Arena
Reunion Arena – nieistniejąca hala widowiskowo-sportowa w Dallas w Teksasie. Otwarta została 28 kwietnia 1980 a zamknięta 30 czerwca 2008. Hala wykorzystywana była między innymi przez zespoły Dallas Mavericks (NBA) w latach 1980-2001 i Dallas Stars (NHL) w latach 1993-2001.